# Кравчинський Валерій Кирилович
Вале́рій Кири́лович Кравчи́нський (12 грудня 1938, Сосниця, Чернігівська область, Українська РСР, СРСР — лютий 2001) — радянський футболіст, захисник, майстер спорту СРСР. З 1960 по 1970 рік виступав за чернігівську «Десну» в класі «Б» (1960—1968) і в другій групі класу «А» (1969—1970), зіграв 364 матчі у чемпіонаті СРСР. В період з 1964 по 1970 рік був капітаном команди.
Після завершення кар'єри гравця нетривалий час працював тренером дублюючого складу «Десни», з 1971 року — інженером і конструктором на Чернігівському радіоприладному заводі і науково-виробничому комплексі «Вектор». Нагороджений орденом «Знак Пошани».

## Біографія
Народився 12 грудня 1938 року в селищі Сосниця Чернігівської області. У 1947 році разом із батьками переїхав до Чернігова. У дитинстві грав у футбол на Лісковиці, брав участь у неофіційних першостях Чернігова серед вуличних команд. У 1953 році записався в футбольну секцію, тренером якої був Олександр Норов. У 1954—1956 роках виступав у складі збірних школярів Чернігівської області. Згодом навчався в Київському політехнікумі зв'язку. У цей період грав за київську команду «Трудові резерви», в складі якої став фіналістом зимової першості Києва. Влітку 1958 року грав за АТК (Чернігів). У тому сезоні команда здобула перемогу в чемпіонаті області і виступала в першості Української РСР. Також був гравцем аматорської команди «Спартак» (Чернігів).
Взимку 1960 року закінчив навчання в політехнікумі і був запрошений в новостворену команду «Авангард» (з 1961 року — «Десна»). У 1962 році був призначений віце-капітаном, у серпні 1964 року — капітаном команди. У 1965 році «Десна» досягла 1/8 фіналу Кубка СРСР, здобувши перемоги над 6 суперниками, в тому числі колективами класу «А» — «Шинником» і бакинським «Нафтовиком». Кравчинський взяв участь в матчі 1/8 фіналу Кубка проти «Кайрата», в якому «Десна» програла з рахунком 3:4. Цю гру він вважав найкращою у своїй кар'єрі і в історії «Десни». У 1967 році отримав звання майстра спорту СРСР.
Завершив кар'єру футболіста в 1970 році. Восени 1970 був запрошений Олегом Базилевичем на посаду тренера дубля «Десни», але перебував на цій роботі близько місяця, оскільки після завершення сезону команда була розформована. У 1971 році закінчив Чернігівський філіал Київського політехнічного інституту і влаштувався на роботу в  Чернігівському радіоприладному заводі. На цьому підприємстві працював конструктором, старшим інженером і майстром цеху точної механіки, обіймав посади начальника відділу, голови профспілкового комітету і заступника головного інженера. До 39-річного віку грав у заводській футбольній команді «Промінь». Нагороджений орденом «Знак Пошани». В останні роки життя працював інженером в науково-виробничому комплексі «Вектор» (Зона відчуження Чорнобильської АЕС). Помер від раку в лютому 2001 року у віці 62 років.